# La Llagosta
La Llagosta é um município da Espanha, na comarca do Vallès Oriental, província de Barcelona, comunidade autónoma da Catalunha. Tem 3,01 km² de área e em 2021 tinha 13 259 habitantes (densidade: 4 405 hab./km²). O escudo do município é um escudo cantonado, de ouro , uma lagosta de gules, o pé de ouro, com quatro varas de gules e uma fileira de sinopse. Pela coroa, uma coroa na parede da vila.

## Geografia
La Llagosta é um município reduzido territorialmente. Sua área de terra é de 3,01 km² e é o menor município da região de Vallés Oriental, o décimo menor da província de Barcelona e o décimo quarto menor da Catalunha.
A área urbanizada de Llagosta é de aproximadamente 1,5 km² e o restante corresponde a uma propriedade industrial e a muitos hectares de terras não desenvolvidas. O cemitério municipal é "dividido" do município devido à passagem da rodovia C-33 e da linha férrea.

## Bandeira
A bandeira de La Llagosta é uma bandeira de paisagem de duas proporções de altura por três de comprimento, amarela e no centro, um gafanhoto vermelho do escudo voltado para o mastro da bandeira, um terço da altura do pano e uma largura de sete nonos de largura do mesmo pano.